# 弗倫奇敦鎮區 (內布拉斯加州安蒂洛普縣)
弗倫奇敦鎮區（英語：Frenchtown Township）是位於美國內布拉斯加州安蒂洛普縣的一個行政鎮區。

## 地方資料
弗倫奇敦鎮區的面積為92.61平方千米，當中陸地面積為92.15平方千米，而水域面積為0.46平方千米。根據2020年美國人口普查的數據，當地共有人口131人，而人口密度為每平方千米1.41人。